# Nadija Switlytschna
Nadija Oleksijiwna Switlytschna (* 8. November 1936 in Polowynkyne, Oblast Luhansk, Ukrainische SSR; † 8. August 2006 in Irvington, New Jersey, USA) war eine ukrainische Schriftstellerin und Journalistin sowie eine Menschenrechtsaktivistin und sowjetische Dissidentin.

## Leben
Nadija Switlytschna studierte zwischen 1953 und 1958 ukrainische Sprache und Literatur an der Philologischen Fakultät der Universität Charkiw und arbeitete im Anschluss 4 Jahre als Lehrer und Schulleiter in Antrazyt. 1963 zog sie nach Kiew und arbeitete dort als Journalistin. 1965 wurde Switlytschna in der ukrainischen Rechtsbewegung aktiv, in der sich Künstler gegen den staatlich verordneten sozialistischen Realismus und die Russifizierung der Ukraine wanden.
1972 wurde sie verhaftet und kam wegen „antisowjetischer Agitation und Propaganda“ vier Jahre in ein Arbeitslager in Mordwinien. Nach der Haft ging sie nach Kiew zurück, wo sie weiterhin von den sowjetischen Behörden verfolgt wurde. Aus Protest verzichtete sie im Dezember 1976 auf ihre sowjetische Staatsbürgerschaft.
Kurze Zeit nach der Gründung der ukrainischen Helsinki-Gruppe trat sie dieser Gruppe inoffiziell bei, um „Samisdat“ (nicht-systemkonforme Literatur verbreitet auf inoffiziellen Kanälen) zu verbreiten.
Im November 1978 wanderte sie in die USA aus und schloss sich, zusammen mit Leonid Pljuschtsch und General Pjotr Grigorjewitsch Grigorenko (ukrainisch: Petro Hryhorenko) der Außenvertretung der ukrainischen Helsinki-Gruppe an. Dort setzte sie ihre Arbeit für die Menschen- und Nationalen Rechte in der Ukraine und gegen die sowjetische Verletzungen der Schlussakte von Helsinki fort.

## Familie
Ihr Bruder Iwan Switlytschnyj war Literaturkritiker, Dichter, Übersetzer und Menschenrechtsaktivist der ukrainischen Widerstandsbewegung und somit ebenfalls Dissident in der Sowjetunion.

## Ehrungen
Nadija Switlytschna erhielt unter anderem folgende Ehrungen:
- 1992 Wassyl-Stus-Preis
- 1994 Taras-Schewtschenko-Preis, Staatspreis der Ukraine[4]
- 2005 Orden der Orden der Prinzessin Olga 3. Klasse[5]
- 2006 Orden für Tapferkeit 1. Klasse[6]